# لويس هولاند
لويس هولاند (بالإنجليزية: Lewis Holland)‏ هو لاعب  سباعيات رغبي ‏ أسترالي، ولد في 14 يناير 1993 في كوينبيان في أستراليا.

## وصلات خارجية
- لويس هولاند على موقع سلسلة سباعيات الرغبي العالمية - رجال (الإنجليزية)
- لويس هولاند على موقع ItsRugby.co.uk (الإنجليزية)
- لويس هولاند على موقع اللجنة الأولمبية الدولية (الإنجليزية)
- لويس هولاند على موقع أوليمبيديا (الإنجليزية)
- لويس هولاند على موقع اللجنة الأولمبية الأسترالية (الإنجليزية)